# Campeonato Capixaba de Futebol de 2017 - Série B
A Série B do Campeonato Capixaba de Futebol de 2017, organizado pela FES, é a competição de futebol realizada no Espírito Santo, equivalente à segunda divisão. Com início em 25 de março e término em 11 de junho, reunindo seis equipes, duas a menos que a edição anterior. Neste ano o Grêmio Laranjeiras não participa da competição.
O Serra tornou-se campeão pela segunda vez após 20 anos e o Rio Branco VN o vice-campeão. Ambos clubes retornam à Série A em 2018.

## Regulamento
A fórmula de disputa é similar ao ano anterior, na Fase Preliminar as equipes jogam entre si em dois turnos e os quatro melhores se classificam às Semifinais, que serão disputadas em partidas de ida e volta (1º x 4º e 2º x 3º). Os vencedores garantem o acesso à Série A de 2018 e decidem o título também em partidas de ida e volta.

### Critérios de desempate
Os critérios de desempate serão aplicados na seguinte ordem para cada fase:
Fase Preliminar
1. Maior número de vitórias
2. Maior saldo de gols
3. Maior número de gols pró (marcados)
4. Confronto direto
5. Menor número de cartões vermelhos
6. Menor número de cartões amarelos
7. Sorteio

Semifinais
1. Maior saldo de gols nos dois jogos
2. Melhor classificação na Fase Preliminar

Finais
1. Maior saldo de gols nos dois jogos
2. Cobrança de pênaltis

## Participantes
| Clube            | Cidade                  | Temporada 2016 | Estádio                   | Capacidade | Títulos (último) |
| ---------------- | ----------------------- | -------------- | ------------------------- | ---------- | ---------------- |
| Castelo          | Castelo                 | 4º da Série B  | Emílio Nemer              | 2 000      | 1 (1988)         |
| Estrela do Norte | Cachoeiro de Itapemirim | 10º da Série A | Sumaré                    | 6 000      | 2 (1999)         |
| Rio Branco VN    | Venda Nova do Imigrante | 3º da Série B  | Olímpio Perim             | 1 000      | 1 (1993)         |
| Serra            | Serra                   | 6º da Série B  | Robertão                  | 1 040      | 1 (1997)         |
| Sport Linharense | Linhares                | 9º da Série A  | Sernamby[a]               | 4 500      | 1 (2014*)        |
| Vilavelhense     | Vila Velha              | 7º da Série B  | Manoel Araújo de Oliveira | 1 000      | 1 (2003)         |

Notas:

- * Título conquistado como Sport Club Capixaba representando a cidade de Domingos Martins.
- a. ^  O Sport Linharense mandou seus jogos no Sernamby, em São Mateus.[3]

## Estádios[6]
| Castelo                 | Serra                   | São Mateus                |
| Emílio Nemer            | Robertão                | Sernamby                  |
| Capacidade: 2 000       | Capacidade: 1 040       | Capacidade: 4 500         |
|                         |                         |                           |
| Venda Nova do Imigrante | Cachoeiro de Itapemirim | Vila Velha                |
| Olímpio Perim           | Sumaré                  | Manoel Araújo de Oliveira |
| Capacidade: 3 000       | Capacidade: 6 000       | Capacidade: 1 000         |
|                         |                         |                           |

## Fase Preliminar
| Pos | Times                 | Pts | J  | V | E | D | GP | GC | SG  | %    | M       | Classificação              |
| --- | --------------------- | --- | -- | - | - | - | -- | -- | --- | ---- | ------- | -------------------------- |
| 1   | Serra                 | 22  | 10 | 7 | 1 | 2 | 19 | 7  | 12  | 73,3 | Estável | Classificado às Semifinais |
| 2   | Castelo               | 16  | 10 | 5 | 1 | 4 | 13 | 12 | 1   | 53,3 | 2       | Classificado às Semifinais |
| 3   | Rio Branco VN         | 14  | 10 | 4 | 2 | 4 | 19 | 15 | 4   | 46,7 | 1       | Classificado às Semifinais |
| 4   | Estrela do Norte[EST] | 11  | 10 | 5 | 2 | 3 | 15 | 11 | 4   | 56,7 | 1       | Classificado às Semifinais |
| 5   | Sport Linharense      | 10  | 10 | 3 | 1 | 6 | 12 | 19 | -7  | 33,3 | Estável |                            |
| 6   | Vilavelhense          | 7   | 10 | 2 | 1 | 7 | 9  | 23 | -14 | 23,3 | Estável |                            |

Nota:

- EST^  O Estrela do Norte perdeu seis pontos no TJD-ES por escalação irregular do atacante Yogo na vitória contra o Vilavelhense na sétima rodada.[8]

### Desempenho por rodada
Clubes que lideraram ao final de cada rodada:
| Rodadas | Rodadas | Rodadas | Rodadas | Rodadas | Rodadas | Rodadas | Rodadas | Rodadas | Rodadas |
| ------- | ------- | ------- | ------- | ------- | ------- | ------- | ------- | ------- | ------- |
| 1       | 2       | 3       | 4       | 5       | 6       | 7       | 8       | 9       | 10      |
| RBR     | CAS     | SER     | SER     | SER     | SER     | SER     | SER     | SER     | SER     |

Clubes que ficaram na última posição ao final de cada rodada:
| Rodadas | Rodadas | Rodadas | Rodadas | Rodadas | Rodadas | Rodadas | Rodadas | Rodadas | Rodadas |
| ------- | ------- | ------- | ------- | ------- | ------- | ------- | ------- | ------- | ------- |
| 1       | 2       | 3       | 4       | 5       | 6       | 7       | 8       | 9       | 10      |
| EST     | EST     | VIL     | VIL     | VIL     | VIL     | VIL     | VIL     | VIL     | VIL     |

## Semifinais
Jogos de ida
| Sábado, 20 de maio | Estrela do Norte | 1 – 1     | Serra      | Estádio Sumaré, Cachoeiro de Itapemirim                        |
| 16:00              | Yogo 69'         | Relatório | 83' Hycaro | Público: 734 Renda: R$ 3.940,00 Árbitro: ES Dyorgines Padovani |

| Estrela | Serra |

| Domingo, 21 de maio | Rio Branco VN                      | 2 – 1     | Castelo  | Estádio Olímpio Perim, Venda Nova do Imigrante                       |
| 15:00               | Gerlem Willian 16' · Zé Afonso 75' | Relatório | 70' Neto | Público: 409 Renda: R$ 6.270,00 Árbitro: ES José Wellington Bandeira |

| Rio Branco-VN | Castelo |

Jogos de volta
| Domingo, 28 de maio | Serra     | 1 – 0     | Estrela do Norte | Estádio Robertão, Serra                                                 |
| 15:00               | Emílio 5' | Relatório |                  | Público: 1 558 Renda: R$ 24.090,00 Árbitro: ES José Wellington Bandeira |

| Serra | Estrela |

| Sábado, 27 de maio | Castelo | 0 – 3     | Rio Branco VN                        | Estádio Emílio Nemer, Castelo                                      |
| 15:00              |         | Relatório | 26' Robert Willian · 47', 61' Robert | Público: 638 Renda: R$ 8.760,00 Árbitro: ES Gabriel Mendes Pereira |

| Castelo | Rio Branco-VN |

## Finais
Jogo de ida
| Domingo, 4 de junho | Rio Branco VN      | 1 – 2     | Serra                            | Estádio Emílio Nemer, Castelo                                        |
| 15:00               | Gerlem Willian 40' | Relatório | 9' Emílio · 64' Ronaldo Capixaba | Público: 511 Renda: R$ 7.980,00 Árbitro: ES Francisco Cássio Martins |

| Rio Branco-VN | Serra |

Jogo de volta
| Domingo, 11 de junho | Serra | 0 – 0     | Rio Branco VN | Estádio Robertão, Serra                                                |
| 15:00                |       | Relatório |               | Público: 1 963 Renda: R$ 31.160,00 Árbitro: ES Devarly Lira do Rosário |

| Serra | Rio Branco-VN |

## Premiação
| Campeonato Capixaba de 2017 - Série B |
| Serra                                 |
| ------------------------------------- |
| Serra Campeão (2º título)             |

## Artilharia
| Gols | Jogador           | Time             |
| ---- | ----------------- | ---------------- |
| 6    | Robert            | Rio Branco VN    |
| 5    | Joabe             | Serra            |
| 5    | Pepeta            | Estrela do Norte |
| 4    | Cleyton Gladiador | Rio Branco VN    |
| 4    | Diego Alves       | Serra            |
| 4    | Emílio            | Serra            |
| 4    | Gerlem Willian    | Rio Branco VN    |
| 4    | Hycaro            | Serra            |
| 4    | Jeffinho          | Rio Branco VN    |
| 4    | Júlio             | Castelo          |
| 4    | Wagner            | Castelo          |

- Fonte[9]